# Forgiven
«Forgiven» — четвертий сингл симфонік-метал гурту Within Temptation з їх четвертого студійного альбому The Heart of Everything. Сингл вийшов як промо до концертного DVD Black Symphony. Пісня являє собою фортепіанну баладу з оркестровими елементами.

## Відео
Відеокліп «Forgiven» схожий на відео, зняте до "Jillian (I'd Give My Heart)," створеного із нарізки відео з концертів гастрольного туру The Silent Force Tour. У «Forgiven» показані моменти з концерту Black Symphony, а сам сингл став промо до концертного DVD.

## Список композицій
- Сингл (5 треків, digipack)[2]

1. «Forgiven» (single version)
2. «Forgiven» (album version)
3. «The Howling» (Live at Beursgebouw Eindhoven 23-11-2007)
4. «Hand of Sorrow» (Live at Beursgebouw Eindhoven 23-11-2007)
5. «The Heart of Everything» (Live at Beursgebouw Eindhoven 23-11-2007)

## Чарти
| Чарт                 | #  |
| -------------------- | -- |
| Dutch Singles Chart  | 9  |
| German Singles Chart | 87 |